# ウィアード・シティ
『ウィアード・シティ』（原題: Weird City）は、2019年に配信されたアメリカ合衆国のテレビドラマシリーズ。1話完結のアンソロジーシリーズで、近未来の都市ウィアード・シティで巻き起こる奇妙な出来事を描く。企画・製作総指揮はジョーダン・ピールなど。全6話のミニシリーズで、2019年2月13日にYouTube Premiumオリジナル作品として全世界へ配信され、日本語字幕も制作された。

## あらすじ
近未来の都市ウィアード・シティ。そこは貧富の差で物理的に分断された世界で、経済階級によって隔離された状態で人々は生活している。

## キャスト
- ディラン・オブライエン
- エド・オニール
- レヴァー・バートン
- ロザリオ・ドーソン
- マイケル・セラ
- マーク・ハミル
- ラバーン・コックス
- サラ・ギルバート
- スティーヴン・ユァン
- ギリアン・ジェイコブス
- オークワフィナ
- イヴェット・ニコール・ブラウン（英語版）
- アウリイ・クラヴァーリョ
- クリス・ウィタスキ（英語版）

## エピソード
| 通算 話数 | タイトル                                                                                  | 監督                     | 脚本                                      | 放送日        |
| --------- | ----------------------------------------------------------------------------------------- | ------------------------ | ----------------------------------------- | ------------- |
| 1         | "運命の人" "The One"                                                                      | アダム・バーンスタイン   | チャーリー・サンダース ジョーダン・ピール | 2019年2月13日 |
| 2         | "家族" "A Family"                                                                         | アダム・バーンスタイン   | チャーリー・サンダース                    | 2019年2月13日 |
| 3         | "大学へ行こう" "Go to College"                                                            | トリシア・ブロック       | チャーリー・サンダース                    | 2019年2月13日 |
| 4         | "スマート･ハウス" "Smart House"                                                           | トリシア・ブロック       | チャーリー・サンダース ホセ・モリーナ     | 2019年2月13日 |
| 5         | "チョナサンとムリアと バーズリーとフェファニー" "Chonathan & Mulia & Barsley & Phephanie" | エイミー・ヘッカーリング | チャーリー・サンダース スザンヌ・ルベル   | 2019年2月13日 |
| 6         | "ライン下の女たち" "Below"                                                                | エイミー・ヘッカーリング | チャーリー・サンダース                    | 2019年2月13日 |

## 製作
2018年6月28日、YouTubeが本作の製作を発表した。撮影は2018年7月20日にカリフォルニア州ロサンゼルスのダウンタウンのトイ・ディストリクトで始まる。その後カルビン・S・ハミルトン・ペドウェイやジュエリー・ディストリクトなど、ロサンゼルスのダウンタウン周辺で行われた。

## 評価

### 批評
本作は批評集積サイトのRotten Tomatoesに25件のレビューがあり、批評家支持率は84%、平均点は10点満点で6.2点、批評家の一致した見解は「風刺とSFを楽しく風変わりに組み合わせた『ウィアード・シティ』は、その名に恥じないのはもちろん、それ以上の作品である。たとえおなじみのジャンルを焼き直したものであっても。」となっている。